# Гандараш
Гандараш (порт. Gândaras)  —  район (фрегезия) в Португалии,  входит в округ Коимбра. Является составной частью муниципалитета  Лозан. Находится в составе крупной городской агломерации Большая Коимбра. По старому административному делению входил в провинцию Бейра-Литорал. Входит в экономико-статистический  субрегион Пиньял-Интериор-Норте, который входит в Центральный регион. Население составляет 1308 человек на 2011 год. Занимает площадь 10,1 км².

## История
Район был основан в 2001 году.